# Ferula songarica
Ferula songarica är en växtart i släktet stinkflokor och familjen flockblommiga växter.
Arten är en perenn ört som förekommer i Sibirien, Kazakstan och norra Xinjiang. Den beskrevs av Peter Simon Pallas och Carl Ludwig Willdenow 1820.